# Wasilij Dokuczajew
Wasilij Wasiljewicz Dokuczajew (ros. Василий Васильевич Докучаев; ur. 17 lutego?/1 marca 1846 w Milukowie koło Smoleńska, zm. 26 października?/8 listopada 1903 w Petersburgu) – rosyjski geolog i gleboznawca, uważany za twórcę gleboznawstwa jako gałęzi nauk przyrodniczych.

## Życiorys
W 1871 ukończył oddział nauk przyrodniczych Wydziału Fizyczno-Matematycznego uniwersytetu w Petersburgu. Od 1872 pracował jako opiekun gabinetu geologicznego na swoim macierzystym uniwersytecie. Od tego samego roku był członkiem Petersburskiego Towarzystwa Przyrodników, a od 1873 członkiem Towarzystwa Mineralogicznego. W latach 1874–1877 wykładał na wydziale budowlanym Instytutu Inżynierów Cywilnych. W 1880 został docentem, a w 1883 – profesorem Uniwersytetu Petersburskiego, prowadząc wykłady z zakresu mineralogii i krystalografii. Był inicjatorem utworzenia i przewodniczącym komisji glebowej przy Cesarskim Niezależnym Towarzystwie Ekonomicznym. Z jego inicjatywy powstały muzea historii naturalnej w Niżnym Nowogrodzie i Połtawie.
W latach 1892–1895 pełnił funkcję dyrektora rosyjskiego Instytutu Gospodarstwa Wiejskiego i Leśnictwa w Puławach (ówczesnej Nowej Aleksandrii). Dzięki jego staraniom instytut zyskał status równy uniwersytetom rosyjskim. Przyczynił się również do stworzenia w Puławach pierwszej w świecie katedry gleboznawstwa.
Podczas całej swojej kariery naukowej był uczestnikiem, a następnie organizatorem i kierownikiem licznych wypraw geologicznych we wszystkie zakątki Rosji. Swoimi pracami bardzo przysłużył się nauce o glebach. Był autorem pierwszej naukowej definicji gleby i klasyfikacji rodzajów gleb, jako pierwszy uznał też gleboznawstwo za odrębną naukę.
Na jego cześć nazwano miasto Dokuczajewsk. Jego imię nosi również Centralne Muzeum Gleboznawstwa w Sankt Petersburgu. 

## Główne prace
- Овраги и их значение („Wąwozy i ich znaczenie”; 1876).
- Способы образования речных долин Европейской России („Sposoby wykształcenia się dolin rzecznych europejskiej części Rosji”; praca magisterska, 1878).
- Картография русских почв (Kartografia rosyjskich gleb; 1879).
- По вопросу о сибирском черноземе („W sprawie syberyjskiego czarnoziemu”; 1882).
- Схематическая почвенная карта черноземной полосы Европейской России („Schematyczna mapa gleb pasa czarnoziemów w europejskiej części Rosji”; 1882).
- Материалы по оценке земель Нижегородской губернии („Materiały do oceny ziem guberni niżegorodzkiej”; 14 tomów, 1882–1886, pod redakcją Dokuczajewa).
- Русский чернозём („Rosyjski czarnoziem”; praca doktorska, 1883).
- О нормальной оценке почв Европейской России (O normalnej ocenie gleb europejskiej części Rosji; 1887).
- Материалы по оценке земель Полтавской губернии („Materiały do oceny ziem guberni połtawskiej”; 13 tomów, 1889–1892, pod redakcją Dokuczajewa).
- К вопросу о соотношениях между возрастом и высотой местности, с одной стороны, характером и распределением черноземов, лесных земель и солонцев, с другой („Na pytanie o stosunkach pomiędzy wzrostem i wysokością obszaru, z jednej strony, a charakterem i rozmieszczeniem czarnoziemów, z drugiej strony”; 1891);
- Наши степи прежде и теперь („Nasze stepy kiedyś i teraz”; 1892);
- О происхождении русского лесса (O pochodzeniu rosyjskich gleb lessowych; 1892).